# Odontella ewingi
Odontella ewingi är en urinsektsart som beskrevs av James P. Folsom 1916. Odontella ewingi ingår i släktet Odontella och familjen Odontellidae. Inga underarter finns listade i Catalogue of Life.